# Julio César Cortez
Julio César Cortez Ávalos (Santa Cruz de la Sierra, 2 de enero de 1981) es un futbolista boliviano. Juega de mediocampista y su equipo actual es el Universitario de Sucre de la Liga de Fútbol Profesional Boliviano.

## Clubes
| Club                   | País    | Año         |
| ---------------------- | ------- | ----------- |
| Blooming               | Bolivia | 1999 - 2004 |
| La Paz F. C.           | Bolivia | 2004 - 2005 |
| Bizertin               | Túnez   | 2005        |
| The Strongest          | Bolivia | 2006        |
| Real Mamoré            | Bolivia | 2007        |
| La Paz F. C.           | Bolivia | 2008 - 2009 |
| Real Mamoré            | Bolivia | 2010        |
| Universitario de Sucre | Bolivia | 2011        |
| Petrolero              | Bolivia | 2011        |